# Johann Georg Keil

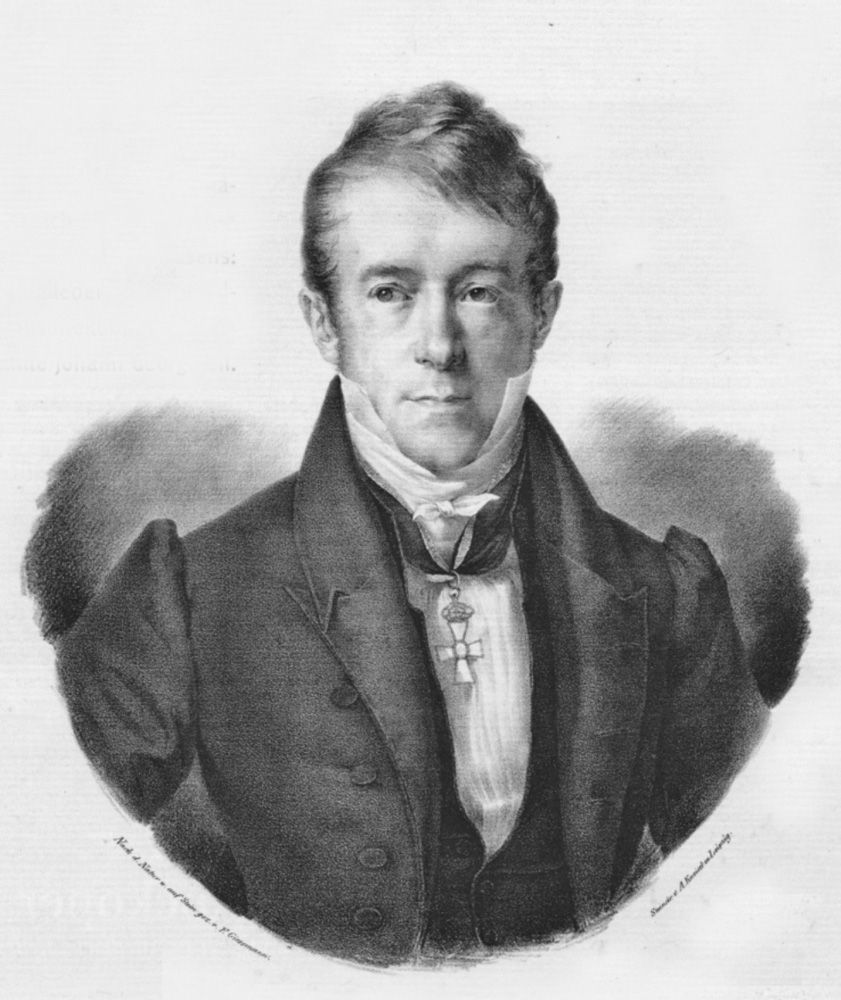
Johann Georg Keil,
Lithographie um 1830

Johann Georg Keil (* 20. März 1781 in Gotha; † 1. Juli 1857 in Leipzig) war ein deutscher Dichter und Romanist.

## Leben und Werk
Johann Georg Keil war das fünfte von sieben Kindern des Gothaer Verwaltungsbeamten Johann Heinrich Keil. Er beschäftigte sich schon in frühen Jahren intensiv mit Zeichnen, Lesen und Dichten. Ab dem zwölften Lebensjahr lernte er auf eigenen Wunsch Spanisch und Italienisch. Zunächst zum Klavierspiel gedrängt, beschäftigte er sich bald mit weiteren Musikinstrumenten und ließ sich in Musiktheorie unterrichten.
Als er 15 Jahre alt war, starb der Vater und er verließ das Gothaer Gymnasium, um in Chemnitz eine kaufmännische Lehre aufzunehmen. Ab 1803 folgten weitere Schul- und Studienjahre in Weimar und Jena. 1809 fand er eine Anstellung in der Herzoglichen Bibliothek in Weimar. Gleichzeitig war er Lehrer für Italienisch, Spanisch und Englisch am Gymnasium, und er begann die Publikation von Lehrbüchern für Italienisch und Spanisch ebenso wie von frühen Ausgaben, im Original wie in Übersetzung, der italienischen und spanischen Klassiker. Auf Anraten Goethes beschäftigte er sich auch mit der zur Weimarer Bibliothek gehörenden Kunstsammlung.
Keil fand Eingang in die Weimarer Gesellschaft und wurde sogar in die exklusive Freimaurerloge Anna Amalia zu den drei Rosen aufgenommen. In den Weimarer Kreisen lernte er 1813 die neunzehnjährige Juliane Henriette Löhr (1794–1848) kennen, die Tochter des im gleichen Jahr verstorbenen Leipziger Bankiers Carl Eberhard Löhr (1763–1813). Dessen Witwe Juliane Wilhelmine geb. Bause (1768–1837) war mit der Tochter Juliane Henriette und ihrem Vater Johann Friedrich Bause (1738–1814) nach Weimar gekommen, da sie von der französischen Besatzung Leipzigs vor der Völkerschlacht ihres Hauses verwiesen worden war.
In Leipzig setzte Keil seine literarische Tätigkeit als Privatgelehrter fort, zum Beispiel mit der kritischen Ausgabe der über 100 Schauspiele Calderóns in Originalsprache. Er hatte aber auch anders geartete Aufgaben zu erfüllen. Vom Großvater seiner Frau, Eberhard Heinrich Löhr (1725–1798), besaß die Familie eine der umfangreichsten Leipziger Gemäldesammlungen. Dazu kam vom zweiten Großvater, dem Kupferstecher Johann Friedrich Bause (1738–1814), eine beträchtliche Kupferstichsammlung. Beide Sammlungen hatte Keil zu betreuen und zugleich das Löhr'sche Vermögen zu verwalten.

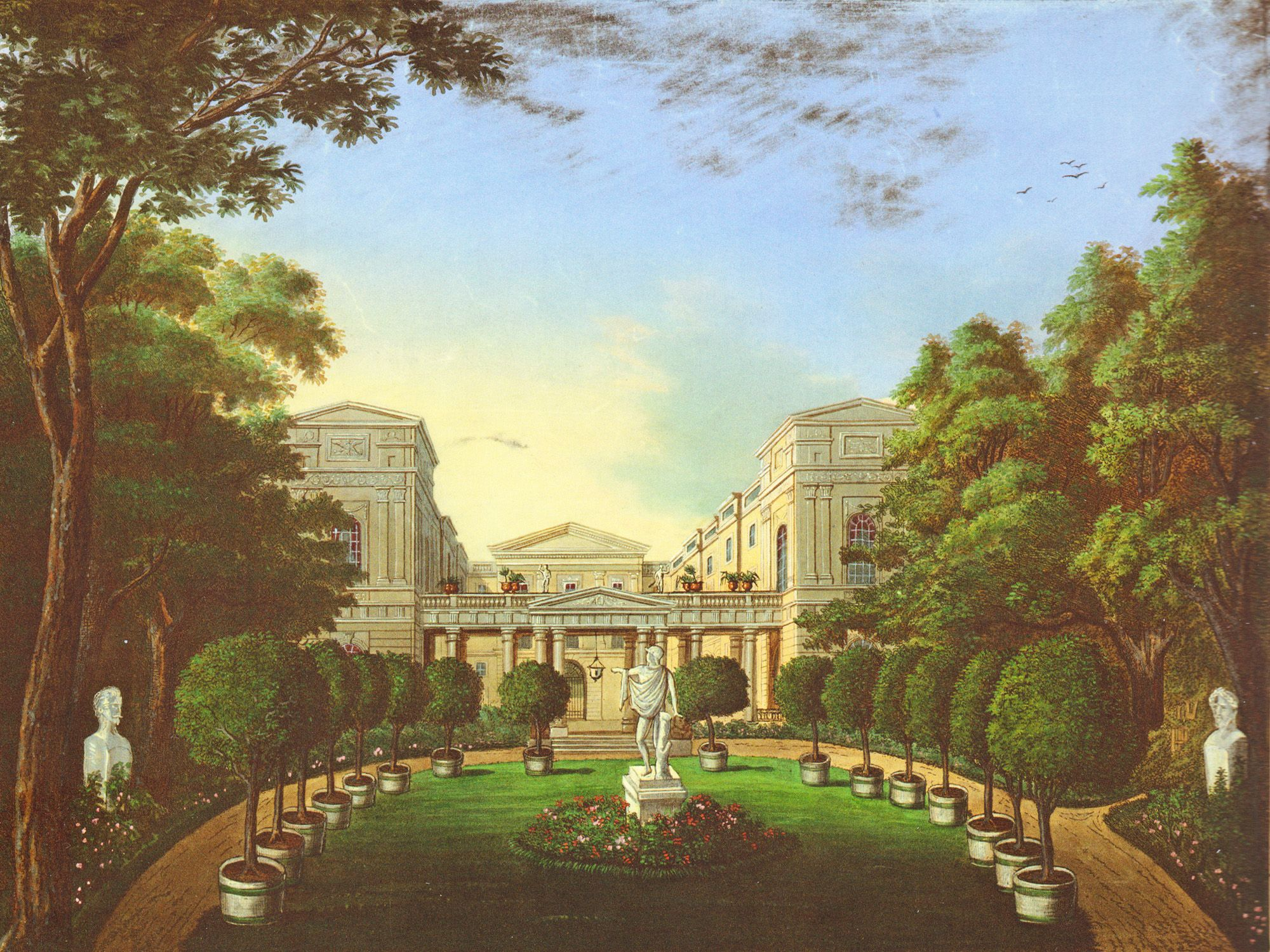
Keils Leipziger Anwesen von der Gartenseite

Dazu gehörte das aufwändige Wohnpalais (heute mehrfach umgebaut Hotel Fürstenhof) mit einer riesigen sich anschließenden Gartenanlage, Löhrs Garten. Der Garten war im Verlauf der Völkerschlacht verwüstet worden. Keil gestaltete den Garten neu, einschließlich neuer Nebengebäude und Gewächshäuser für seine beeindruckende Pflanzensammlung.
1828 wurde Keil zum Domherrn und 1831 zum Dechant am Kollegiatstift Wurzen ernannt, und 1833/34 vertrat er dieses in der I. Kammer des Sächsischen Landtags. 1831 wurde er in die Direktion des Gewandhauses berufen, der er bis zu seinem Lebensende angehörte.
Johann Georg Keil war einer der Initiatoren des Leipziger Conservatoriums der Musik und wurde nach dessen Gründung 1843 sein erster geschäftsführender Direktor. Die Konzeption der musikalischen Ausbildung überließ er vollständig dem ersten Studiendirektor der Einrichtung Felix Mendelssohn Bartholdy (1809–1847). 1848 reichte er seinen Rücktritt von der Funktion beim sächsischen König ein, der ihn mit Bedauern und Dank annahm.
Sein Sohn Adolph Keil (1822–1890) ließ das Gartengrundstück ab 1870 schrittweise parzellieren und verkaufte den restlichen Teil und das Haus im Jahr 1886 an die Leipziger Immobiliengesellschaft.

## Familie
Der 33-jährigen Ehe Keils entstammten sechs Kinder, von denen zwei kurz nach der Geburt und eine Tochter im Alter von 23 Jahren starben. Keils Interesse an der Welt der Kinder drückt sich in seinen beiden Märchenbänden aus, welche die Geschichten enthalten, die er seinen Enkeln erzählt hat.

## Ehrungen
- 1814 Herzoglicher Hofrat in Weimar
- 1828 Ehrendoktor der Universität Jena
- 1831 Mitglied der Königlich Spanischen Akademie

## Werke
- Hrsg. Biblioteca italiana, 11 Bände,  Gotha, 1806–1812, darin Tassos La Gerusalemme liberata, Dantes Rime und Vita Nuova sowie dessen La Divina Commedia, Boiardos Orlando inamorato und Boccaccios Decamerone
- Übers. Leben des Lazarillo von Tormes, Gotha 1810
- Übers. Cesare Giudici: Glückliche Unfälle der Liebe, Gotha 1814

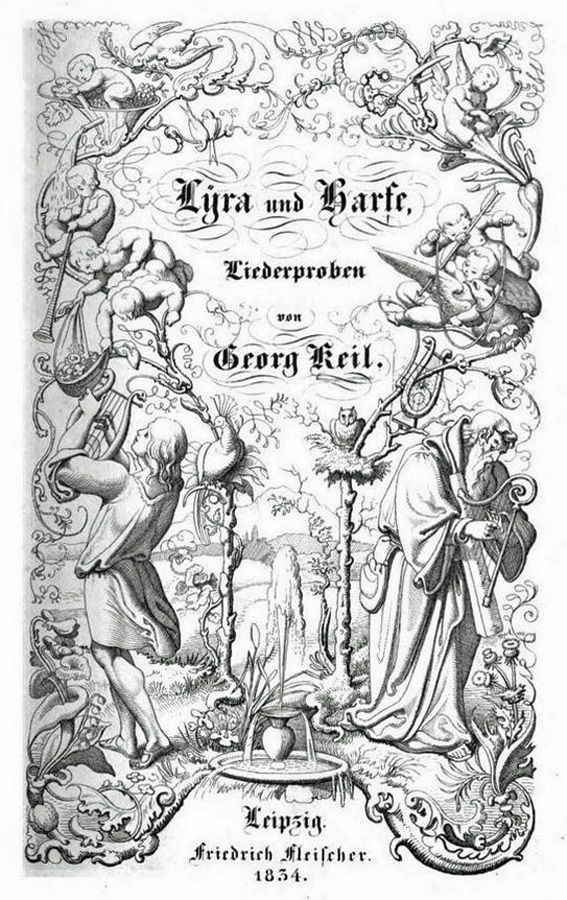
Deckblatt zum Gedicht- band Lyra und Harfe

- Quevedo: Historia y vida del gran tacaño del Buscon, llmado D. Pablos, Gotha 1811, Übersetzung Geschichte und Leben des Erzschelms genannt Don Paul, Leipzig 1826
- Hrsg. Calderón de la Barca: Comedias, Leipzig 1819–1822, 1827–1830
- Italienische Sprachlehre: Für deutsche Gymnasien und hohe Schulen, auch zum Selbstunterricht für Studirende..., Erfurt 1812, 2. Auflage Erfurt 1821, 3. Auflage Erfurt 1831, Nachdruck Nabu Press 2012
- Libro Elementar de La Lengua Castellana: Parte Prosaica, Gotha 1814, Nachdruck Nabu Press 2011,
- Spanische Sprachlehre: Für deutsche Gymnasien und hohe Schulen, auch zum Selbstunterricht für Studirende..., (Gotha 1817, 2. Aufl. Leipzig 1837) (online)
- Lyra und Harfe. Liederproben, (Gedichtband),  Verlag Friedrich Fleischer, Leipzig 1834  (online)
- Märchen und Geschichtchen eines Großvaters. Illustriert von Ludwig Richter und J. Kirchhoff, Leipzig 1847, 1860 (online)
- Neue Märchen für meine Enkel, Verlag Georg Wigand, Leipzig 1849, Nachdruck Unikum Verlag,  Lindau ISBN 978-3-8457-0047-2, (online)
- Catalog des Kupferstichwerkes von Johann Friedrich Bause. Mit einigen biographischen Notizen,  Verlag Rudolf Weigel, Leipzig 1849 (online)